# دختر رودخانه
دختر رودخانه (به ایتالیایی: La donna del fiume) یک فیلم درام ایتالیایی است که در سال ۱۹۵۴ توسط ماریو سولداتی ساخته شده است و سوفیا لورن، ژرارد آوری، لیز بوردین، نینو مارکتی و ریک باتالیا در آن بازی کرده‌اند.

## خلاصه داستان
وقتی دختر کشاورزی به نام نیو توسط یک قاچاقچی به نام گینو لودی ترک می‌شود. او را به پلیس لو می‌دهد. افسر پلیس که عاشق دختر است او را تا رودخانه مزارع نیشکر دنبال می‌کند -جایی که او کار می‌کند تا خود و پسر کوچکش بتوانند گذران زندگی کنند- تا او را آگاه کند که گینو از زندان فرار کرده است و در پی انتقام است. نیو پیشنهاد حمایت افسر پلیس را رد می‌کند و…